# Royal Heights
Royal Heights est une banlieue dans West Auckland, dans l’Île du Nord de la Nouvelle-Zélande , qui est sous la  gouvernance locale du conseil d’Auckland.

## Installations
- Le parc Moire est un important parc situé dans la localité de Royal Heights, qui possède à la fois des pelouses et des terrains de sports et aussi des zones de bush , avec des chemins de randonnées [1],[2].
- Le chemin de randonnée de Manutewhau dans le parc de Moire suit le « Manutewhau Stream » [3].

## Démographie
Royal Heights couvre 2,62 km2 et a une population estimée à  8230 habitants en juin 2024 avec une densité de population de  3141 personnes par km2.
La localité de Royal Heights a une population de 7278 habitants lors du recensement néo-zélandais de 2018, une augmentation de 510 personnes (7,5 %) depuis le recensement néo-zélandais de 2013, et une augmentation de 813 personnes (12,6 %) depuis le recensement de 2006 census.
Il y avait 2160 logements, comprenant 3597 hommes et 3678 femmes, donnant un sexe-ratio de 0,98 homme par femme, avec 1635 personnes (22,5 %) âgées de moins de 15 ans, 1734 personnes (23,8 %) âgées de 15 à 29 ans, 3168 personnes (43,5 %) âgées de 30 à 64 ans et 738 personnes (10,1 %) âgées de 65 ans ou plus.
L’ethnicité était pour 54,1 % européens/Pākehās, 17,5 % Māoris, 21,8 % personnes venant du Pacifique (en), 21,2 % personnes d’origine asiatique (en), et 4,5 % d’une autre ethnicité.
Les personnes peuvent s’identifier de plus d’une ethnie en fonction de l’origine de leurs parents.
Le pourcentage de personnes nées outre-mer était de 34,5 %, comparé avec 27,1 % au national.
Bien que certaines personnes choisissent de ne pas répondre aux questions du recensement à propos de leur affiliation religieuse,  43,0 % n’ont aucune religion, 41,1 % sont chrétiens (en), 1,1% a des croyances religieuses Māori (en), 2,4 % sont Hindouistes (en), 3,0 % sont musulmans, 1,4 % sont bouddhistes (en) et 1,6 % ont une autre religion.
Parmi ceux d’au moins 15 ans d’âge, 1140 personnes (20,2 %) ont une licence ou un niveau universitaire supérieur et 939 personnes (16,6 %) n’ont aucune qualification formelle.
846 personnes (15,0 %) gagnent plus de 70000 $ comparé aux 17,2 % au niveau national.
Le statut d’emploi de ceux d’au moins 15 ans était pour 3009 personnes (53,3 %) sont employées à plein temps, 714 personnes (12,7 %) sont à temps partiel et 288 personnes (5,1 %) sont sans emploi .
| Nom                 | surface (km2) | Population | Densité (par km2) | logements | âge médian | revenus médians |
| ------------------- | ------------- | ---------- | ----------------- | --------- | ---------- | --------------- |
| Royal Heights North | 1,50          | 3501       | 2334              | 1,95      | 33,2 ans   | 35800$.         |
| Royal Heights South | 1,13          | 3777       | 3342              | 1065      | 31,2 ans   | 29100 $.        |
| Nouvelle-Zélande    |               |            |                   |           | 37,4 ans   | 31800 $         |

## Éducation
L’école de Colwill est une école primaire, publique, mixte allant des années 1 à 8 avec un effectif de  203 élèves en juin 2023.

## Installations
La « Manutewhau Walk Reserve » est une zone de réserve de bush natif que l’on trouve dans «West Harbour », le long de la berge du cours d’eau de Manutewhau Stream.
La réserve est adjacente à Moire Park, un grand parc publique et un terrain de sport. 

## Galerie

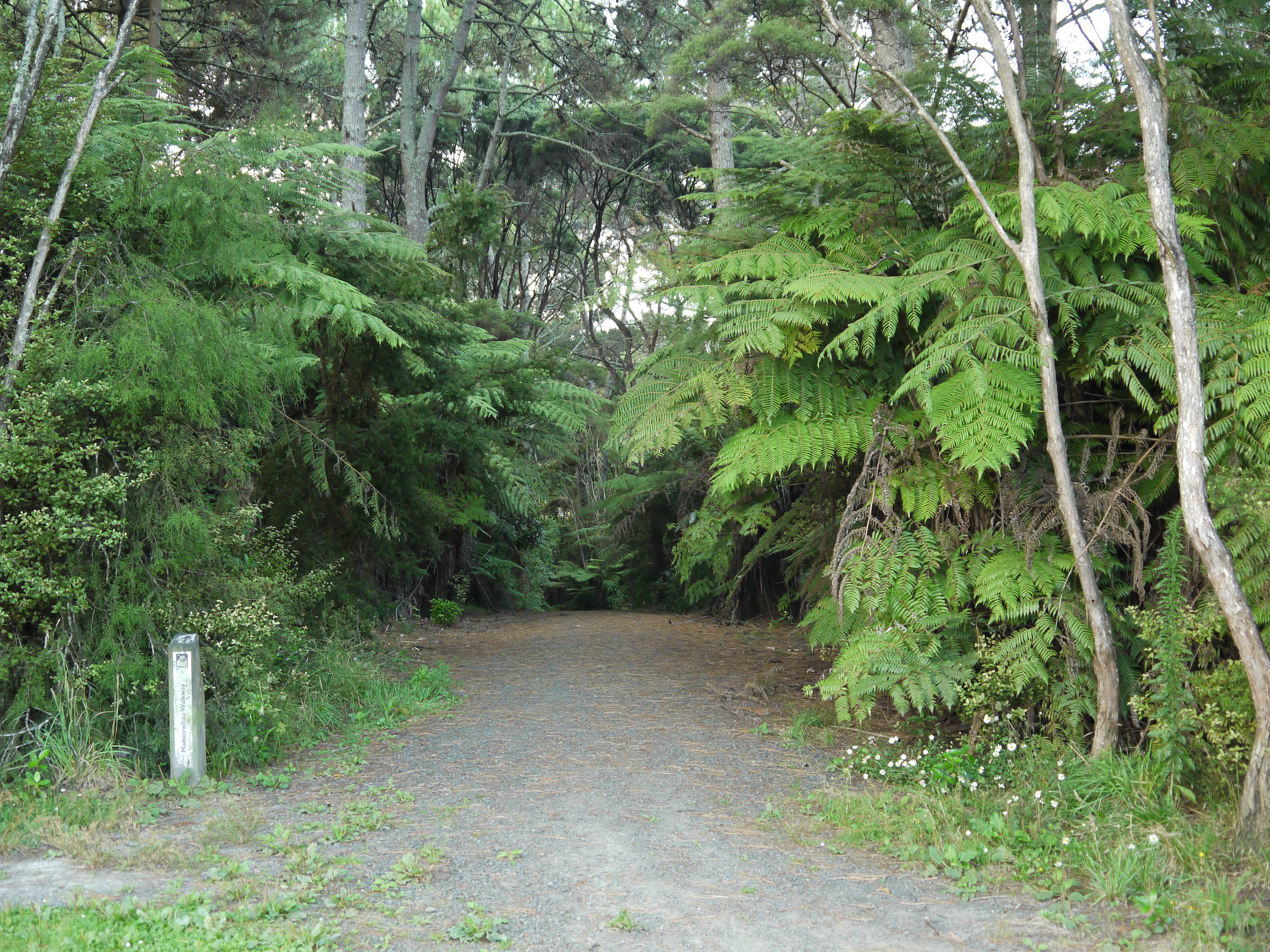
Entrée du chemin de randonnée de Manutewhau dans le Parc de Moire.
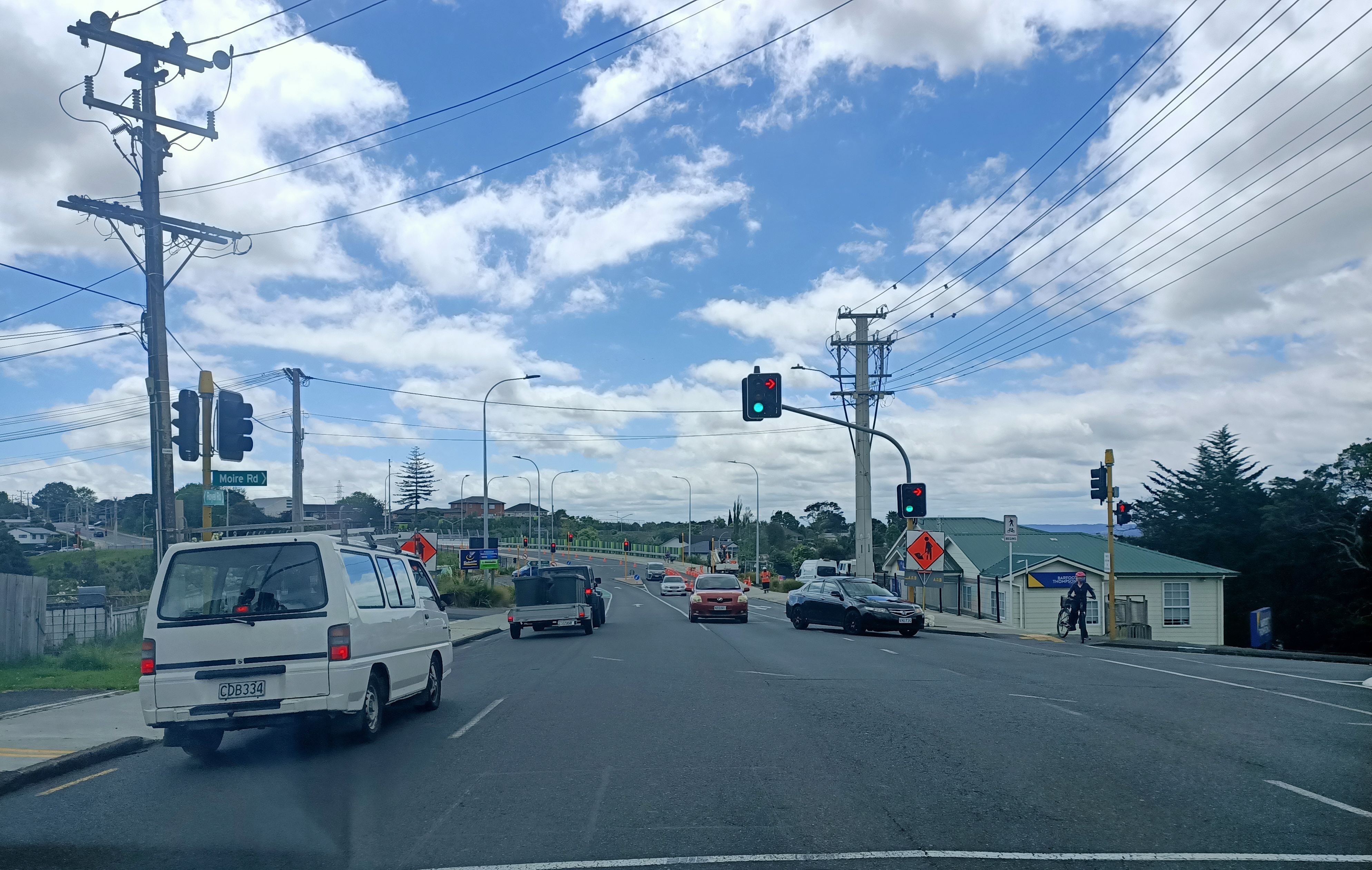
Intersection de Royal Roadet Moire Road dans la localité de Royal Heights